# Venă facială anterioară
Vena facială anterioară este o venă relativ mare la nivelul feței umane. Începe de la baza rădăcinii nasului și este o continuare directă a venei unghiulare unde primește și o mică ramură nazală. Se află în spatele arterei faciale și urmează un curs mai puțin dificil. Aceasta primește sânge din vena palatină externă înainte să se alăture ramurii anterioare a venei retromandibulare pentru a forma vena facială comună, sau se varsă direct în vena jugulară internă.

O concepție greșită, destul de comună, afirmă că vena facială nu are valve, dar acest lucru a fost contrazis de studiile recente.  Pereții săi nu sunt atât de slabi ca la majoritatea venelor superficiale . 

## Traseu
De la originea sa, această venă urmează un traseu oblic în jos și înapoi, pe sub mușchiul zigomatic mare și capul zigomatic al mușchiului ridicător al buzei superioare, coboară de-a lungul marginii anterioare și apoi pe suprafața superficială a mușchiului maseter, traversează corpul mandibulei și trece oblic înapoi, sub platysma și fascia cervicală, superficială la nivelul glandei submandibulare, a mușchilor digastric și stilohioid. 

## Semnificație clinică
Tromboflebita venei faciale (inflamația venei faciale cu formare de cheaguri secundare) poate duce formarea de  bucăți de cheag infectat care se extinde în sinusul cavernos, formând tromboflebite ale sinusului cavernos. Infecțiile se pot răspândi din vene faciale în sinusurile venoase durale. Infecțiile pot fi, de asemenea, introduse prin lacerații faciale și prin spargerea coșurilor în zonele drenate de vene. 

## Imagini suplimentare

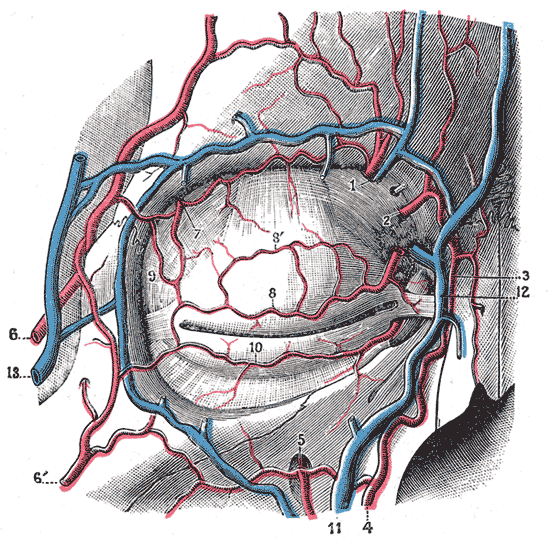
Sângele pleoapelor văzute din față
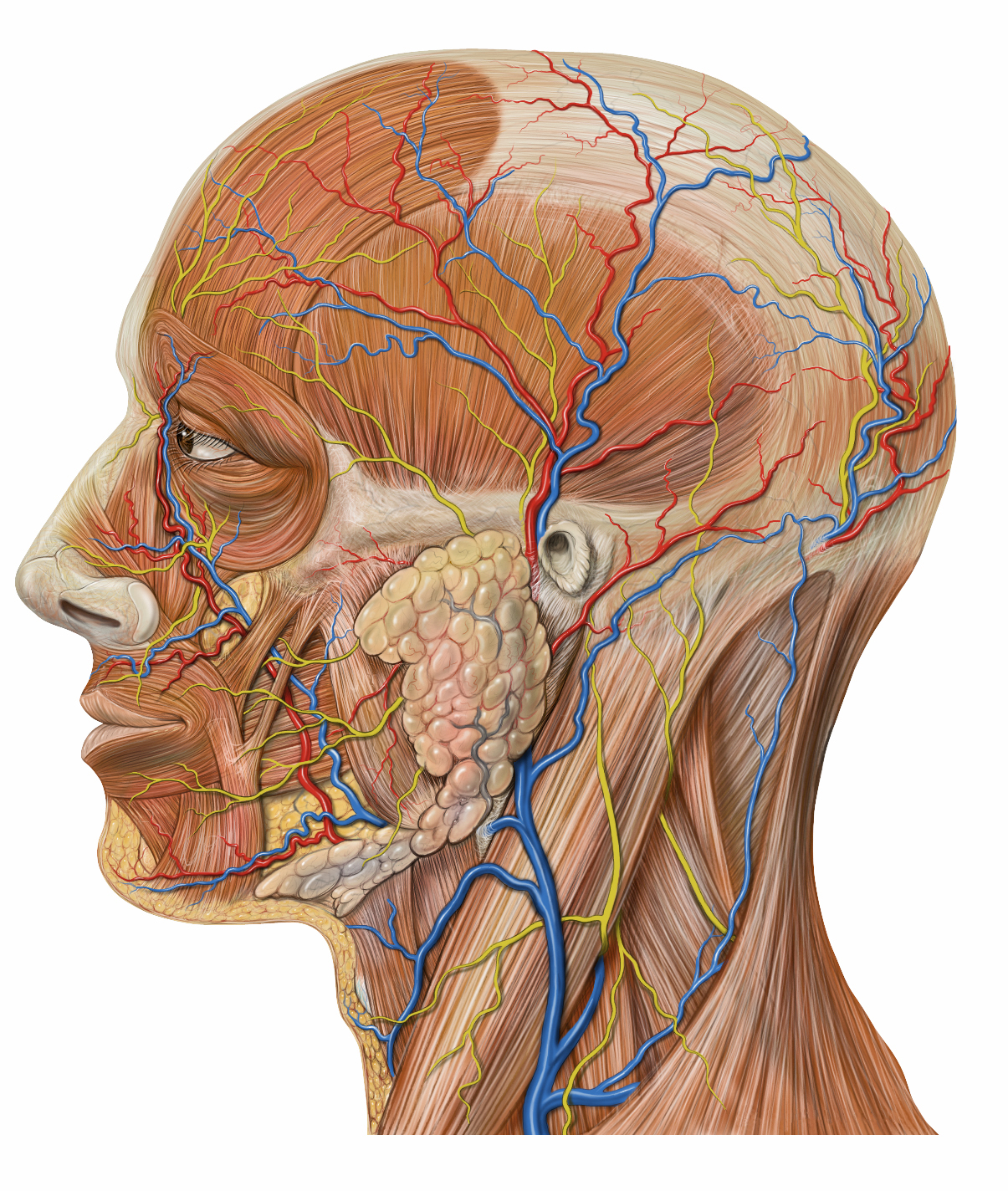
Anatomia capului uman văzut din lateral
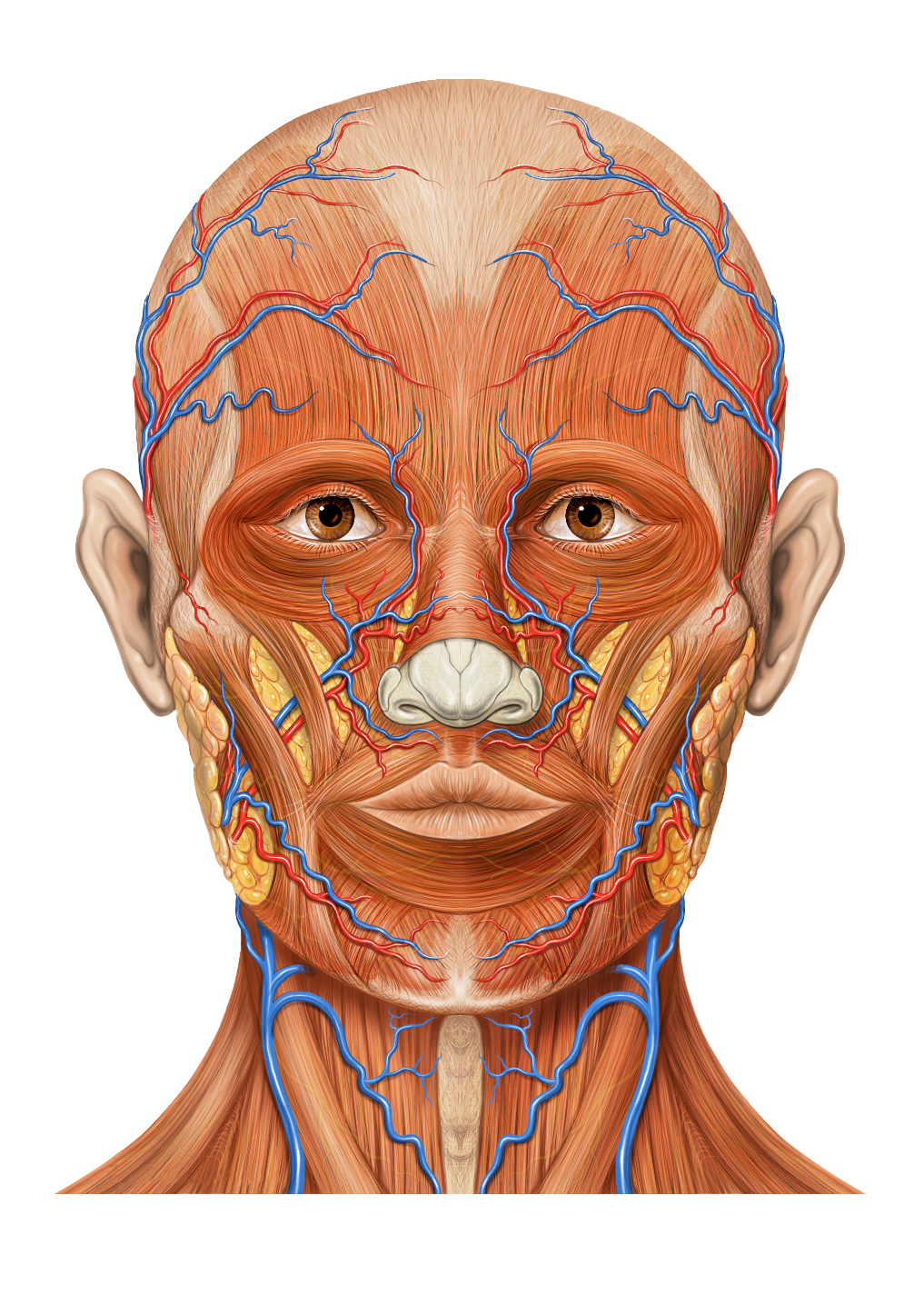
Anatomia capului uman văzut din față
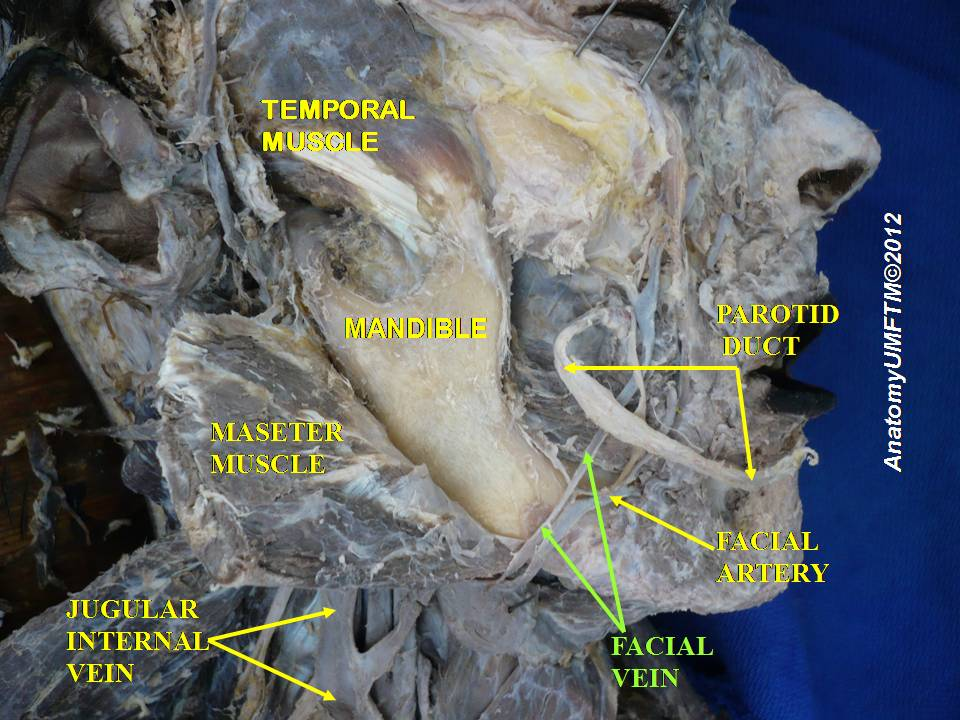
Capul uman disecat (etichetat cu venă facială)
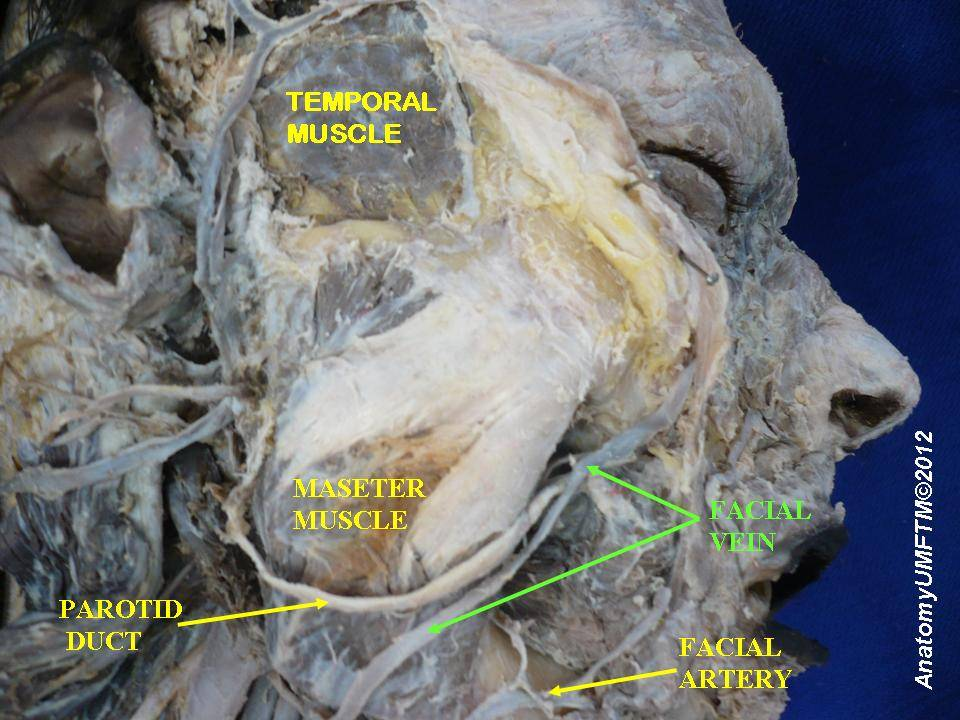
Capul uman disecat (etichetat cu venă facială)